# 市道115號
縣道115號（觀音－芎林），北起桃園市觀音區觀音市區，南至新竹縣芎林鄉崁下，全長共計37.299公里（交通部公路總局資料）。

## 歷史沿革
公路法實施後，公路主管機關將全台各等級公路予以編號。1961年公路普查時，115線「觀音－芎林」被列為採縣道編號之「重要鄉道」，於桃園縣境里程為19.935公里，新竹縣境里程17.082公里，總計37.017公里。後於1976年第二次公路普查時，將115線升格為縣道，名稱不變仍為「觀音－芎林」。
縣道120號為銜接國道三號竹林交流道而闢建的四線道新線完工後，配合縣道120號改走新線，縣道115號芎林端終點亦延長至新縣道120號，里程增加為37.625公里。2012年11月9日，交通部公告調整縣道115號新埔鎮路段路線，照門路段截彎取直，以及配合縣道118號改線，市區路段改走仁愛路→田新路→文德路三段接回原線。
原桃園縣升格直轄市後，原縣道115號桃園縣路段於2017年7月28日經交通部公告廢止，並改納編為市道115號桃園市路段。
115號各路段經過歷年拓寬後，尚餘新埔鎮照門至清水約六公里路段路寬僅6~10公尺，此一狹窄路段已由新竹縣政府辦理拓寬工程，於2016年9月13日開工，2018年12月11日完工。

## 行經行政區域
| 桃園市 | 觀音區 | 觀音市區     | 0.000  | 市道112號      | 公路起點                   |
| 桃園市 | 觀音區 | 觀音市區     | －     | 台15線         | 0                          |
| 桃園市 | 觀音區 | 橫圳頂       | －     | 台15線         | 0                          |
| 桃園市 | 觀音區 | 橫圳頂       | －     | （地區道路）   | 0                          |
| 桃園市 | 觀音區 | 公館         | －     | （地區道路）   |                            |
| 桃園市 | 觀音區 | 新興         | －     | 桃87線         |                            |
| 桃園市 | 觀音區 | 觀音一交流道 | 4.100  | 台66線         |                            |
| 桃園市 | 新屋區 | 石磊子       | －     | 桃92線         | 桃92線終點                 |
| 桃園市 | 新屋區 | 大嶺頂       | －     | 桃84線         | 桃84線終點                 |
| 桃園市 | 新屋區 | 北勢坡       | －     | 桃84線         | 桃84線終點                 |
| 桃園市 | 新屋區 | 新屋市區     | 7.775  | 市道114號      |                            |
| 桃園市 | 新屋區 | 九斗         | －     | 桃102線        | 桃102線起點                |
| 桃園市 | 新屋區 | －           |        |                |                            |
| 桃園市 | 新屋區 | 埔頂         | －     | 桃100線        | 桃100線終點                |
| 桃園市 | 新屋區 | 埔頂         | －     | （地區道路）   | 公路行經新屋區、楊梅區交界 |
| 桃園市 | 楊梅區 | 營盤腳       | －     | （地區道路）   | （同上）                   |
| 桃園市 | 楊梅區 | 營盤腳       | －     |                |                            |
| 桃園市 | 楊梅區 | 營盤腳       | －     | 台31線         |                            |
| 桃園市 | 楊梅區 | 營盤腳       | －     | 桃81線         | 桃81線終點                 |
| 桃園市 | 楊梅區 | －           |        |                |                            |
| 桃園市 | 楊梅區 | 老飯店       | －     | 桃106線        | 桃106線終點                |
| 桃園市 | 楊梅區 | 老飯店       | 12.432 | 桃111線        | 桃111線起點                |
| 桃園市 | 楊梅區 | 下水尾       | －     | 桃110線        | 桃110線終點                |
| 桃園市 | 楊梅區 | 上水尾       | －     | （地區道路）   |                            |
| 桃園市 | 楊梅區 | －           |        |                |                            |
| 桃園市 | 楊梅區 | 公館前       | －     | 桃79線         | 桃79線終點                 |
| 桃園市 | 楊梅區 | 楊梅市區     | 16.516 | 台1線          | 與台1線共線起點            |
| 桃園市 | 楊梅區 | 楊梅市區     | －     | 台1線 · 桃67線 | 與台1線共線終點 桃67線起點 |
| 桃園市 | 楊梅區 | －           |        |                |                            |
| 桃園市 | 楊梅區 | 大平山下     | －     | （地區道路）   |                            |
| 桃園市 | 楊梅區 | 秀才窩       | －     | （地區道路）   |                            |
| 新竹縣 | 新埔鎮 | 汶水坑       | －     | （地區道路）   |                            |
| 新竹縣 | 新埔鎮 | 汶水坑       | －     |                |                            |
| 新竹縣 | 新埔鎮 | 汶水坑       | －     | （地區道路）   |                            |
| 新竹縣 | 新埔鎮 | －           |        |                |                            |
| 新竹縣 | 新埔鎮 | 石門         | －     | 竹11線         | 竹11線終點                 |
| 新竹縣 | 新埔鎮 | 石門         | －     |                |                            |
| 新竹縣 | 新埔鎮 | 石門         | －     | （地區道路）   |                            |
| 新竹縣 | 新埔鎮 | －           |        |                |                            |
| 新竹縣 | 新埔鎮 | 照門         | －     | 竹11-1線       | 竹11-1線終點               |
| 新竹縣 | 新埔鎮 | 照門         | －     |                |                            |
| 新竹縣 | 新埔鎮 | 照門         | －     | （地區道路）   |                            |
| 新竹縣 | 新埔鎮 | 照門         | －     |                |                            |
| 新竹縣 | 新埔鎮 | 照門         | －     | 桃71線         | 桃71線終點                 |
| 新竹縣 | 新埔鎮 | 大坪         | －     | 竹15線         | 竹15線終點                 |
| 新竹縣 | 新埔鎮 | －           |        |                |                            |
| 新竹縣 | 新埔鎮 | 小茅埔       | －     | 竹20線         | 竹20線起點                 |
| 新竹縣 | 新埔鎮 | －           |        |                |                            |
| 新竹縣 | 新埔鎮 | 四座屋       | －     | （地區道路）   |                            |
| 新竹縣 | 新埔鎮 | 田新         | －     | 縣道118號      | 與縣道118號共線起點        |
| 新竹縣 | 新埔鎮 | 田新         | －     | 縣道118號      | 與縣道118號共線終點        |
| 新竹縣 | 新埔鎮 | －           |        |                |                            |
| 新竹縣 | 新埔鎮 | 寶石         | －     | 竹16線         |                            |
| 新竹縣 | 新埔鎮 | 寶石         | －     |                |                            |
| 新竹縣 | 新埔鎮 | 寶石         | －     | （地區道路）   |                            |
| 新竹縣 | 新埔鎮 | 寶石         | －     |                |                            |
| 新竹縣 | 新埔鎮 | 寶石         | －     | （地區道路）   |                            |
| 新竹縣 | 新埔鎮 | 寶石         | －     |                |                            |
| 新竹縣 | 新埔鎮 | 寶石         | －     | （地區道路）   |                            |
| 新竹縣 | 新埔鎮 | 寶石         | －     |                |                            |
| 新竹縣 | 新埔鎮 | 寶石         | －     | （地區道路）   |                            |
| 新竹縣 | 新埔鎮 | 寶石         | －     |                |                            |
| 新竹縣 | 新埔鎮 | 寶石         | －     | （地區道路）   |                            |
| 新竹縣 | 芎林鄉 | 上山         | －     | （地區道路）   |                            |
| 新竹縣 | 芎林鄉 | 上山         | －     |                |                            |
| 新竹縣 | 芎林鄉 | 上山         | －     | （地區道路）   |                            |
| 新竹縣 | 芎林鄉 | 上山         | －     |                |                            |
| 新竹縣 | 芎林鄉 | 上山         | －     | 縣道123號      | 0                          |
| 新竹縣 | 芎林鄉 | 芎林市區     | －     | 縣道123號      |                            |
| 新竹縣 | 芎林鄉 | －           |        |                |                            |
| 新竹縣 | 芎林鄉 | 崁下         | 37.299 | 縣道120號      | 公路終點                   |
| 共線   |        |              |        |                |                            |

## 沿線路名
| 桃園市路段 - 文化路 - 中華路 - 中華南路 - 楊新路 - 大成路 - 中山路 - 秀才路 | 新竹縣路段 - 楊新路 - 仁愛路 - 田新路 - 文德路 |

## 沿線設施與景點
| 桃園市路段 - 桃園市觀音區觀音國民小學 - 桃園市圖書館觀音分館 - 桃園市觀音區公所 - 觀音一交流道（台66線） - 桃園市私立清華高級中學 - 衛生福利部桃園醫院新屋分院 - 桃園市新屋區埔頂國民小學 - 桃園市楊梅區水美國民小學 - 楊梅車站（縱貫線北段） - 桃園市圖書館楊梅分館 - 桃園市楊梅區公所 - 桃園市政府警察局楊梅分局 - 桃園市楊梅區楊梅國民小學 - 勞動部勞動力發展署桃竹苗分署 | 新竹縣路段 - 新竹縣新埔鎮清水國民小學 - 新竹縣立照門國民中學 - 新竹縣私立內思高級工業職業學校 - 交通部公路局新竹區監理所 - 新竹縣政府警察局新埔分局寶石派出所 |